# مناورات الصقر الجارح
مناورات الصقر الجارح أو (بالإنجليزية: Predatory Hawk Maneuvers) هي مناورات عسكرية تجريها القوات المسلحة القطرية.